# 오족공화

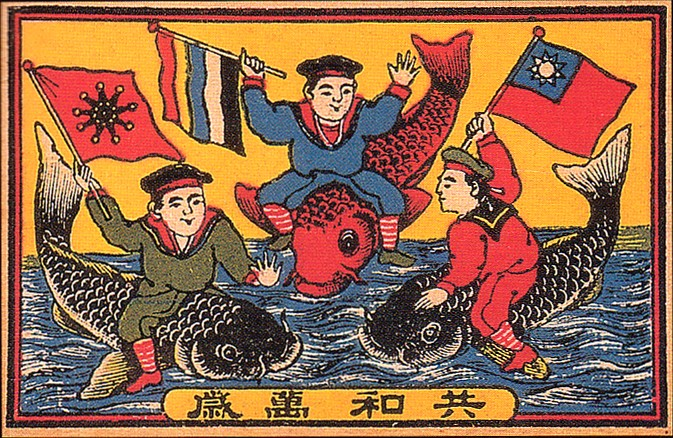
중간에 그려져 있는 오색기(아래쪽에 "공화만세"(共和萬歲)라고 쓰여져 있음)

5족공화(중국어: 五族共和, 병음: wǔzú gōnghé 우쭈궁허[*])는 중화민국 성립 초기의 정치 슬로건이다. 이것은 쑨원이 중화민족이라는 단어를 생각해내면서 청나라의 지배계층인 만주족과 몽골족 그리고 후이족들의 지배에서 벗어난 피정복민들인 한족으로서는 국가의 명분이 세워지지 않아 만들어낸 정치 슬로건이다. 이 원칙은 청나라에 살던 민족들과 관련이 있다. 당시에 사용된 국기인 오색기(五色旗)에서 빨간색은 한족, 노란색은 만주족, 파란색은 몽골족, 하얀색은 후이족, 검은색은 티베트인을 뜻한다. 오색기는 1928년에 북양정부가 무너지고 중국 국민당 정부가 수립된 이후부터 사용되지 않고 있다.
만주국 국기도 5가지 색을 사용하였다. 만주국의 구호인 5족협화(五族協和)도 뜻만 다를 뿐 오족공화와 유사하였다. 빨간색은 야마토 민족, 검은색은 한민족, 하얀색은 몽골족, 파란색은 한족, 노란색은 만주족을 뜻했다.

## 그림

만주국의 국기 (1932년-1945년) 노란색이 청나라의 지배 민족인 만주족이다.
북양정부군의 휘장
북양정부의 공군 표지
북양정부의 국기 (1912년-1928년)

## 같이 보기
- 후구계획(복어계획)
- 5족협화(五族協和)